# История Тиин
«Исто́рия Тии́н» (кит. трад. 緹縈, упр. 缇萦, палл. Ти Ин, англ. The Story of Ti-Ying) — тайваньская историческая драма 1971 года режиссёра и сценариста Ли Ханьсяна. Главные роли исполнили Чжэнь Чжэнь, Ван Инь и Патрик Че. Картина была удостоена шести наград «Золотая лошадь», включая премию в категории «Лучший художественный фильм».

## Сюжет
Во времена правления Вэнь-ди, императора Китая династии Хань, существовали суеверные представления о медицине. Медик Чуньюй И был широко известен благодаря своим медицинским познаниям и работе с населением.
Когда единственный сын влиятельной семьи Хуан серьёзно заболел, он долгое время находился под присмотром Дунго Яньняня. Молодому человеку становилось всё хуже и хуже, и семья обратилась к доктору И с просьбой назначить лечение. Но семья вовремя не дала выписанные доктором лекарства, находясь под влиянием Яньняня, и вскоре их сын скончался. Яньнянь убедил семью выступить через суд с обвинением в адрес доктора в смерти сына по причине врачебной ошибки.
Жена медика умерла много лет назад, оставив после себя пять дочерей, четыре из которых вышли замуж; пятая и самая младшая, Тиин, была наиболее образованная. Когда её отец был доставлен в столицу Чанъань на допрос, она осталась заниматься делами вместо него.
В столице доктор И не смог доказать, что его лекарство было принято не в соответствии с его рецептом. Затем его признали виновным и назначили в качестве наказания отрубить ему правую ногу.
Тиин и Чжу Вэнь, третий ученик доктора, стали советоваться с друзьями о том, как спасти её отца. Они придумали дерзкий план: обратиться напрямую к императору. Когда глава государства покинул свой дворец, чтобы отправиться в путешествие по стране, Вэнь перекрыл дорогу сопровождающим, а Тиин выбежала вперёд, распростёршись у ног императора и заявляя, что с её отцом поступили несправедливо. Увидев такую преданность девушки по отношению к отцу, император удовлетворил просьбу о помиловании Чуньюй И и отменил телесные наказания до конца своего правления.
За остановку императорского эскорта Чжу Вэнь получил мягкий приговор и вскоре стал зятем своего учителя.

## В ролях
| Актёр       | Роль                             |
| ----------- | -------------------------------- |
| Чжэнь Чжэнь | Тиин                             |
| Ван Инь     | Чуньюй И                         |
| Патрик Че   | Чжу Вэнь                         |
| Цзян Цин    | старшая сестра Тиин              |
| Гуй Ялэй    | вторая старшая сестра Тиин       |
| Ху Цзинь    | третья старшая сестра Тиин       |
| Пань Инцзы  | четвёртая старшая сестра Тиин    |
| Сунь Юэ     | Дунго Яньнянь                    |
| Гэ Сяобао   | Хуан Шаоци                       |
| Оу Вэй      | чиновник из Министерства юстиции |

## Награды и номинации
| Кинопремия                         | Категория                               | Лауреат / претендент        | Результат | Источник |
| ---------------------------------- | --------------------------------------- | --------------------------- | --------- | -------- |
| 9-й кинофестиваль «Золотая лошадь» | «Лучший художественный фильм»           | China Motion Picture Studio | Победа    | [ 3 ]    |
| 9-й кинофестиваль «Золотая лошадь» | «Лучшая мужская роль»                   | Ван Инь                     | Победа    | [ 3 ]    |
| 9-й кинофестиваль «Золотая лошадь» | «Лучший оригинальный сценарий»          | Ли Ханьсян                  | Победа    | [ 3 ]    |
| 9-й кинофестиваль «Золотая лошадь» | «Лучшая операторская работа»            | Фань Цзиньюй                | Победа    | [ 3 ]    |
| 9-й кинофестиваль «Золотая лошадь» | «Лучшая арт-режиссура»                  | Лян Яньсин                  | Победа    | [ 3 ]    |
| 9-й кинофестиваль «Золотая лошадь» | «Лучшая оригинальная музыка для фильма» | Ся Цзухуэй                  | Победа    | [ 3 ]    |